# Druk (grootheid)

Druk; de drukkracht per oppervlakte waar het op werkt.

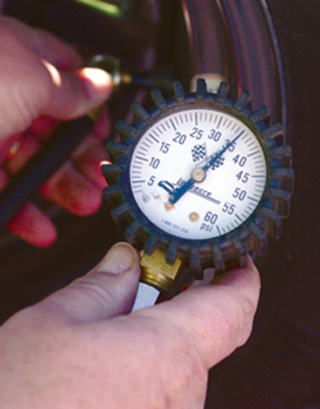
Deze bandendrukmeter meet de lucht(over)druk in een autoband in psi

In de natuurkunde is druk de drukkracht per oppervlakte-eenheid. De SI-eenheid van druk is de pascal (Pa), maar ook de bar en de atmosfeer (atm) worden soms gebruikt. Het symbool voor druk is bij voorkeur {\displaystyle p}, maar ook {\displaystyle P} wordt aanvaard.
Bij een vaste stof is druk een vorm van mechanische spanning die het tegengestelde is van rekspanning. Anders dan rekspanning is druk ook van toepassing op een medium als gas of een vloeistof; deze wordt uitgeoefend op de wanden van het vat waarin het medium zich bevindt, of op het oppervlak van een object dat zich in het medium bevindt. De druk wordt ook in vaste materialen geacht in alle richtingen gelijk te zijn: het is dan het gemiddelde van de drie axiale spanningen. De relatie tussen druk, temperatuur, volume en aantal moleculen in een gas wordt beschreven door de algemene gaswet. In een vloeistof neemt de druk onder invloed van de zwaartekracht evenredig toe met de diepte en met de dichtheid van de vloeistof. Bijvoorbeeld in water neemt de druk toe met ongeveer 1 atm voor elke 10 meter diepte.

## Definitie in formulevorm
Druk door een vaste stof kan worden berekend aan de hand van volgende formule:
{\displaystyle p={\frac {F}{A}}}
Waarbij: 
- p staat voor de drukspanning of druk (pressure) (Pa).
- F de drukkracht is met de standaardafkorting voor kracht (force) (N).
- A staat voor oppervlakte (area) van de vaste stof waarop de drukkracht werkt (m2).

## Eenheden
De eenheid van druk (in het SI-stelsel) is de pascal. 1 Pa = 1 N/m2. Deze eenheid is dus samengesteld uit de eenheden van kracht en van oppervlakte (newton gedeeld door vierkante meter). Een druk van 0 Pa (absoluut) is vacuüm; de luchtdruk op zeeniveau is ongeveer 100 000 Pa.
Soms zijn oudere, niet-SI-eenheden nog in gebruik, zoals millimeter kwik, meter waterkolom en atmosfeer. Een luchtdruk van 1 bar, komt overeen met 100 000 Pa. In de Verenigde Staten van Amerika is de pound-force per square inch (psi) nog zeer gangbaar, 1 psi = 6894,757 Pa.

## Relatieve en absolute druk, over- en onderdruk
Absolute druk is de druk die wordt gemeten vanaf een absoluut vacuüm. Een absolute druk kan nooit negatief zijn, wat voor gassen logisch volgt uit de algemene gaswet.
Relatieve druk is ten opzichte van een referentiewaarde, meestal ten opzichte van de luchtdruk waarbij 105 Pa als standaard geldt. De relatieve druk kan hoger of lager zijn dan die referentiewaarde, respectievelijk over- en onderdruk. Het is een handige manier om uit te drukken dat de druk aan een kant van een scheiding lager is dan aan de andere kant. Soms wordt dit uitgedrukt in een getal dat als volgt wordt berekend: druk aan de ene kant min die aan de andere kant. Bij een onderdruk geeft dit een negatief getal. Zo kunnen metingen overdruk- of absoluutmetingen zijn. Om het verschil aan te geven wordt wel de letter g (gauge) of a (absolute) achter de eenheid geplaatst, zodat bijvoorbeeld 2 bara overeenkomt met 1 barg.
Aangezien gassen en vloeistoffen zich altijd verplaatsen van hoge druk naar lage druk, zwaartekracht en andere krachten buiten beschouwing gelaten, geeft een onderdruk een zuigend effect. Pompen en verbrandingsmotoren maken gebruik van dit principe. 
Onderdruk wordt ook gebruikt als synoniem voor diastolische bloeddruk, de bloeddruk tijdens de diastolische fase waarin het hart zicht ontspant. Dit is een absolute druk die niets met de eerdere betekenis te maken heeft. De bovendruk is daarbij de systolische bloeddruk, de systolische fase waarin de kamers van het hart contraheren (samentrekken).

## Alzijdige druk

Druk die wordt veroorzaakt door botsende deeltjes in een afgesloten ruimte

Op een lichaam dat is ondergedompeld in een fluïdum (gas of vloeistof) wordt altijd een alzijdige (isotrope) druk uitgeoefend: doordat de moleculen waaruit het medium bestaat, van alle kanten tegen het lichaam botsen, oefenen zij per oppervlakte-eenheid van het lichaam een zekere kracht uit en dus druk.
Voor ideale gassen wordt deze druk beschreven door de algemene gaswet. De druk van een ideaal gas is recht evenredig met de absolute temperatuur en met de stofhoeveelheid, en omgekeerd evenredig met het volume waarin het gas zich bevindt.
De druk van een fluïdum als gevolg van de zwaartekracht is het gewicht per oppervlakte-eenheid van de bovenliggende lagen. Deze neemt dus naar beneden toe. Onder open water is de druk die van het bovenliggende water, plus de luchtdruk aan de oppervlakte.

### Luchtdruk
De atmosferische druk of luchtdruk is de druk in de lucht. Lucht is een mengsel van gassen dat de atmosfeer vormt. Op zeeniveau is de luchtdruk gemiddeld ongeveer 1 atm (omgerekend 101 325 Pa).
Hoger in de atmosfeer neemt de luchtdruk af. Op de top van de hoogste berg op Aarde, Mount Everest, is de luchtdruk bijvoorbeeld maar een derde van de druk op zeeniveau.

## Verticale drukspanning door de zwaartekracht
Bij een stapel boeken is de kracht op een boek (bij het buiten beschouwing laten van de luchtdruk) het gewicht van de bovenliggende boeken. Deze neemt dus naar beneden toe. De verticale drukspanning op een boek is de kracht gedeeld door de oppervlakte van het boek.
Omgekeerd neemt de rekspanning van een naar beneden hangende homogene staaf naar beneden af, omdat de trekkracht op elk niveau gelijk is aan het gewicht van wat eronder hangt.